# Dalia Itzik
Dalia Itzik (en hébreu : דליה איציק), née le 20 octobre 1952 à Jérusalem, est une femme d'État israélienne, présidente par intérim de l'État d'Israël en 2007.

## Biographie
Issue d'une famille d'origine irakienne, Dalia Itzik fait carrière dans l'enseignement avant de devenir adjointe au maire de Jérusalem Teddy Kollek.
Membre du mouvement Un Israël créé par Ehud Barak en vue des élections de 1999, elle appartient au Parti travailliste qu'elle quitte en novembre 2005 pour rejoindre Kadima que vient de fonder le Premier ministre Ariel Sharon.
Élue députée en 1992 dans la 13e Knesset, elle est réélue à cinq reprises. Elle est ministre de l'Environnement de 1999 à 2001, de l'Industrie et du Commerce de 2001 à 2002 et des Communications entre 2005 et 2006.
Présidente de la Knesset à partir du 4 mai 2006, c'est à ce titre qu'elle exerce les fonctions de présidente de l'État d'Israël à partir du 25 janvier 2007, date de la suspension de Moshe Katsav. Première femme à la tête de l'État, elle poursuit par un court intérim entre la démission de Katsav le 1er juillet et l'entrée en fonction le 15 juillet de Shimon Peres, élu le mois précédent.
Candidate à l'élection présidentielle du 10 juin 2014, Dalia Itzik recueille 28 suffrages, ne parvenant pas à se qualifier pour le second tour du scrutin.